# Prospettive

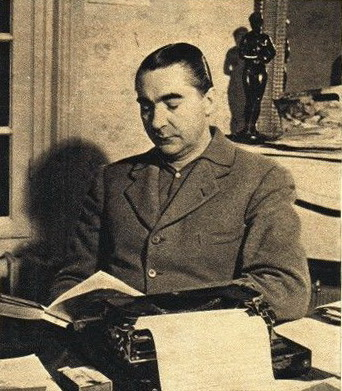
Curzio Malaparte (1950)

Prospettive è stata una rivista mensile italiana di letteratura e arte.

## Storia
Fu fondata nel 1937 a Firenze da Curzio Malaparte, che ne fu anche il direttore.
La prima serie, composta di sette numeri monografici, stampati nella tipografia fiorentina Giannini e Giovannelli, ricchi di illustrazioni e con testi ridotti, si concluse con il fascicolo di settembre 1939.
 
La seconda serie, considerata la più significativa, iniziò il mese successivo, ottobre 1939, diretta sempre da Malaparte ma con sede in via Gregoriana a Roma, e terminò nel marzo 1943.
La personalità eclettica di Malaparte, che aveva precedentemente collaborato con Il Selvaggio, rivista diretta da Mino Maccari, conferì al nuovo periodico un indirizzo ambivalente: da un lato l'apertura alle nuove esperienze letterarie europee, dall'altro il richiamo ai valori strapaesani. Più volte in polemica con l'ermetismo, Prospettive si dimostrò invece aperta nei confronti del surrealismo, al quale dedicò un numero monografico.
Nella numerosa schiera dei collaboratori di Prospettive si possono ricordare i poeti Alfonso Gatto, Eugenio Montale, Umberto Saba, Leonardo Sinisgalli; gli scrittori Corrado Alvaro, Riccardo Bacchelli, Massimo Bontempelli, Alberto Moravia, ; il critico letterario Carlo Bo; Alberto Savinio e il fratello, il pittore Giorgio De Chirico.
Nel dopoguerra le pubblicazioni ripresero solamente nel 1951. Prospettive cessò definitivamente con il fascicolo doppio numero 40-41, datato dicembre 1951–gennaio 1952.